# Onda de calor na Europa em 2022
A onda de calor na Europa de 2022 foi um fenómeno climático de calor extremo que chegou inusualmente cedo entre junho e julho e que afetou partes da Europa ocidental, central e meridional, especificamente países como Portugal, Espanha, Croácia, França, Alemanha, Grécia, Suíça e o Reino Unido. Na Espanha, França e Portugal, países que costumam ser afectados naturalemnte pela seca, as altas temperaturas favoreceram o aparecimento de incêndios florestais.

## Por país

### Alemanha
De 14 à 20 de junho a Alemanha testemunhou 1636 mortes excessivas que são atribuídas à temperatura de 39,2 graus célsius experimentada na semana. A semana seguinte teve um aumento de mortes excessivas em 14%.

### Espanha

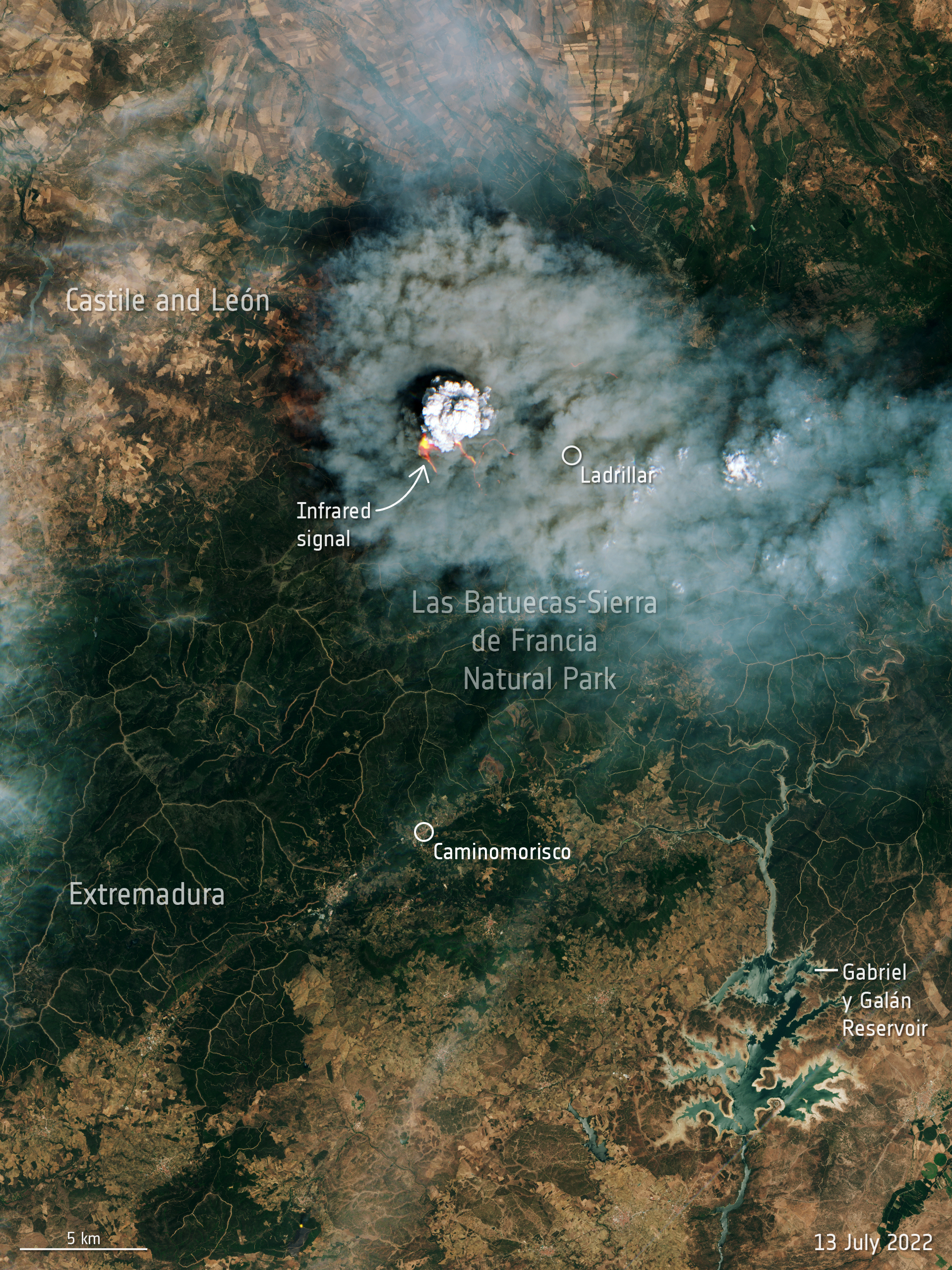
Imagem de satélite de incêndios florestais na região de Salamanca

O alerta especial em razão das altas temperaturas foi ativado pelo AEMET em 10 de junho, mas apenas para 12 províncias e com alerta amarela para Aragão, Castela-Mancha, Catalunha, Extremadura e na Comunidade de Madrid, e alerta laranja para Andaluzia. Nesse primeiro estágio, o calor anormal não afetou as Ilhas Canárias, Galiza, a costa ocidental da Cantabria e ponto da costa peninsular Mediterrânea. Inicialmente, o AEMET previu que a onda de calor iria durar até 15 de junho, sem tirar de questão a possibilidade de que dure pelo resto da semana.
Em 11 de junho, altas temperaturas já foram registradas no sudoeste da península, com 41 graus célsius em Servilha. Os alertas amarelos também permaneceram ativos em Aragão, Castela e Leão, Castela-Mancha, Catalunha e Madrid, e o alerta laranja para Extremadura e Andaluzia. Entretanto, as condições climáticas não corresponderam aos critérios oficiais para classificar como onda de calor.
Em 12 de junho, os termômetros registraram 43,2 graus célsius em Almadén, o maior valor no início oficial da onda de calor. Temperaturas acima de 40 graus célsius também foram registradas em 47 estações na rede do AEMET. Da mesma maneira, a agência emitiu um notificado especial com informações sobre o fenômeno, as previsões e notificou o início do plano preventivo de ações para os efeitos da temperatura excessiva na saúde de acordo com a gravidade distribuída pelo mapa.

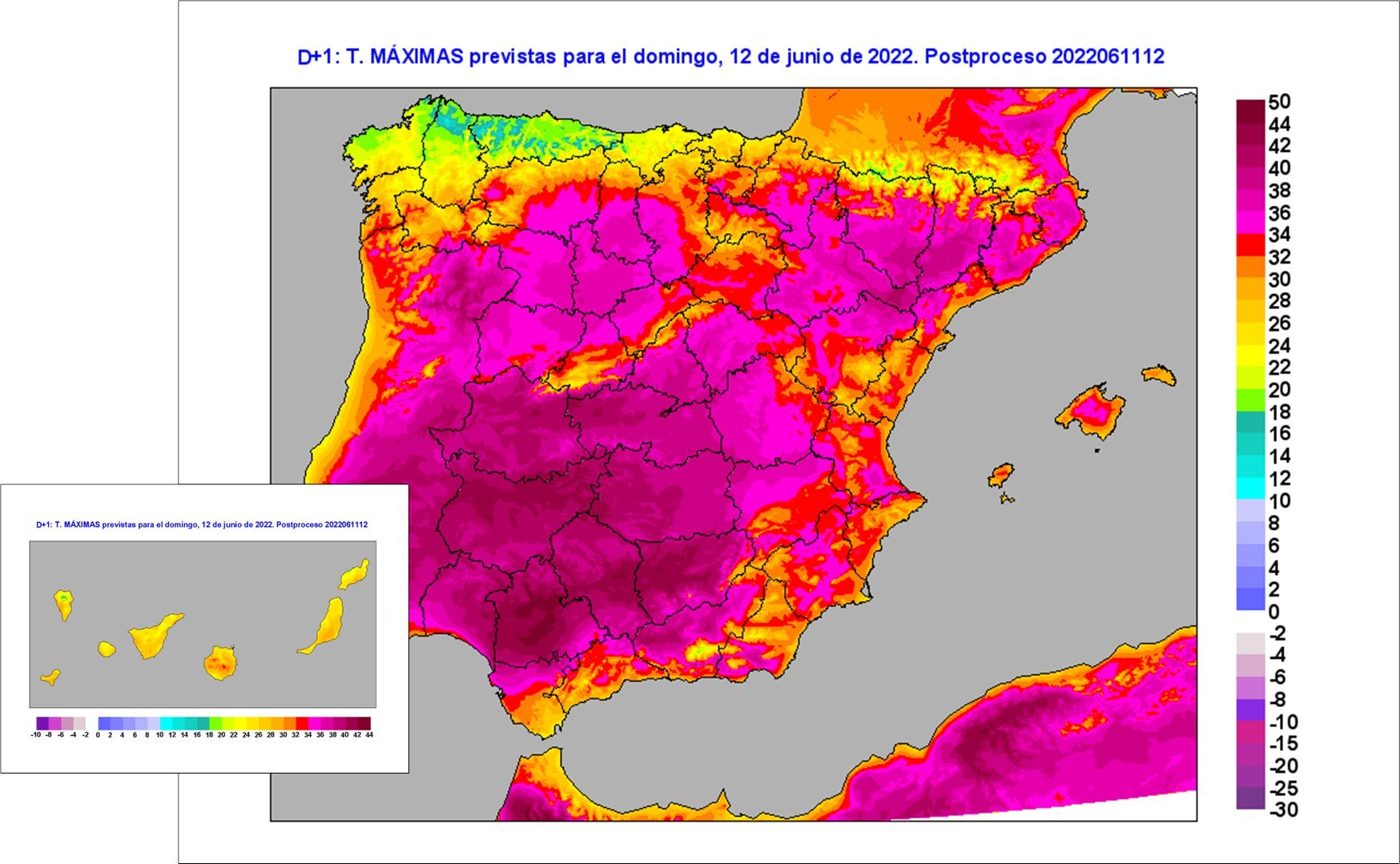
Previsão de temperatura máxima para o dia 12 de junho na Península Ibérica.

Em 14 de junho, a onda de calor se espalhou pelo sul da Galiza e para o interior do Mar Cantábrico. Noites tropicais também continuaram, com termômetros que não diminuíram abaixo de 20 graus célsius em muitas províncias. Por outro lado, havia sido previsto que o cume da onda de calor seria atingido na sexta-feira, 17 de junho, a data em que alguns recordes de temperatura poderiam ser quebrados em cidades como Zaragoza, Lleida e Córdova.
Entre 11 e 20 de junho, 829 pessoas morreram devido ao calor em Espanha.
O único ponto na Espanha que não foi atingido ate então pela onda de calor foi Asturias, Ilhas Canárias, e as cidades autônomas de Ceuta e Melilla. Em seu comunicado diário, o AEMET fez a previsão do episódio climático no sábado, devido à uma dinâmica climática do Atlântico que injeta ar quente vindo da África, que se aproxima da península causando instabilidade e uma diminuição das temperaturas.

### França

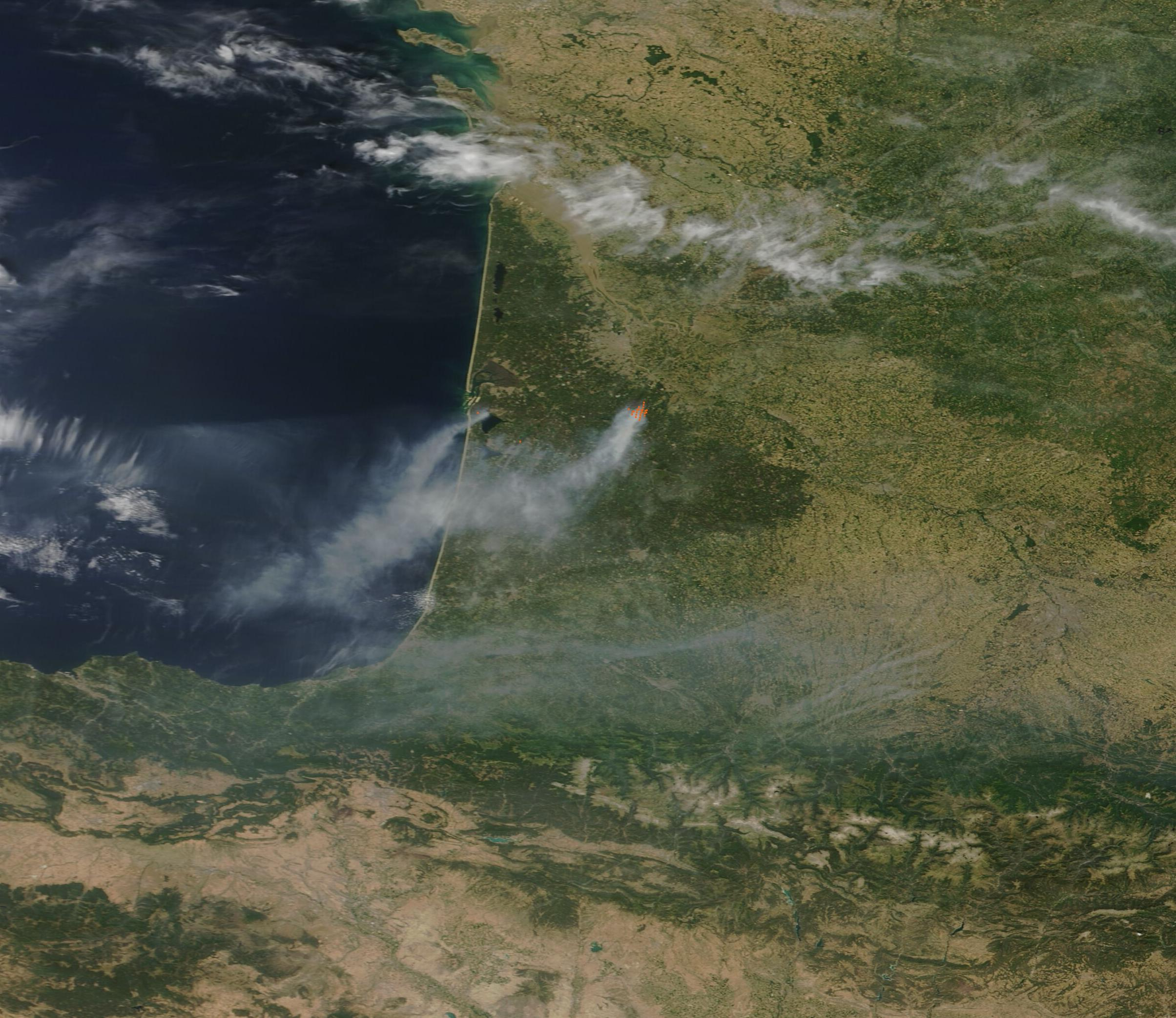
Imagem de satélite de incêndios florestais em Gironda, França

Em 16 de junho, o serviço nacional de meteorologia Météo-France ativou o alerta vermelho em 12 departamentos e o alerta laranja em outros 25 devido à onda de calor. Os departamentos em alerta vermelho estão na maior parte localizados no sudoeste, ao longo da costa Atlântica, e no sul, enquanto que a gravidade é geralmente menor no norte e leste. Essa é a onda de calor mais adiantada desde que os registros começaram, e a quarte vez que o alerta vermelho foi emitido desde que o protocolo foi ativado desde a onda de calor de 2003 na Europa.
Em 17 de junho, o alerta vermelho foi ativado em 14 departamentos, adicionando os  Altos Pirenéus e os Pirenéus Atlânticos aos doze do dia anterior. Da mesma maneira, o alerta laranja foi ativado em 56 departamentos.

### Polônia
Em 19 de junho, a temperatura na Polônia ocidental excederam 36 graus célsius. Em Słubice, a temperatura máxima atingida foi de 38,3 graus célsius. Isso é o equivalente ao recorde de maior temperatura em Junho (estabelecido em 2019). Pela segunda vez, a temperatura subiu no início do fim do mês. Em 30 de junho, 9 estações meteorológicas registraram temperaturas mensais recorde. O critério para o recorde mensal também foi estabelecido em 1 de julho. Em Tarnów, a temperatura atingiu 37,7 graus célsius, quebrando o recorde de maior temperatura em Julho. Krosno registrou 35,5 graus célsius, que é a maior temperatura em geral para essa estação. Em 24 de junho, um homem morreu na fila de carros na fronteira polaco-ucraniana. Suspeita-se que a sua morte foi causada por superaquecimento.

### Portugal
Em julho, mais de 3 000 hectares foram queimados por incêndios florestais em Leiria, bloqueando uma parte da autoestrada A1 que vai do Porto a Lisboa. No Algarve, iniciou-se um incêndio na cidade de Faro que se alastrou ao resort Quinta do Lago. De acordo com a Autoridade de Proteção Civil, pelo menos 135 pessoas ficaram feridas desde o início dos incêndios e cerca de 800 pessoas foram evacuadas de suas casas. Em 18 de julho, o número de mortes em excesso relacionadas à onda de calor aumentou para 1 063. Em 14 de Julho, a estação meteorológica de Pinhão–Santa Barbára (Viseu), registou a temperatura de 47 graus Celsius.